# Double Door
Pour plus de détails, voir Fiche technique et Distribution.
Double Door est un film américain réalisé par Charles Vidor, sorti en 1934.

## Synopsis
En 1910 à Manhattan, Victoria Van Brett est une vieille fille amère et dominatrice qui vit une vie isolée avec sa demi-sœur, Caroline, dans un manoir somptueux construit par leur défunt père industriel. Victoria garde la maison fermée et sort rarement, contrôlant les opérations de la résidence, ainsi que la vie quotidienne de Caroline. Le demi-frère cadet des sœurs, Rip, rentre chez lui pour épouser Anne Darrow, une infirmière qui lui a sauvé la vie. Victoria pense qu'Anne est une arriviste en quête de l'argent de la famille, et fait discrètement retirer le nom de Rip du testament familial le jour de son mariage. 

## Fiche technique
- Réalisation : Charles Vidor
- Scénario : Jack Cunningham, Gladys Lehman d'après la pièce Double Door d'Elizabeth A. McFadden
- Photographie : Harry Fischbeck
- Montage : James Smith
- Musique : Herman Hand, Howard Jackson
- Producteur : E. Lloyd Sheldon
- Société de production : Paramount Pictures
- Pays d'origine :  États-Unis
- Langue : Anglais américain
- Format : Noir et blanc — 35 mm — 1,37:1 — Son : Mono (Western Electric Noiseless Recording)
- Genre : Film dramatique, Thriller[1], Mélodrame[2]
- Durée : 75 minutes[3]
- Dates de sortie : 
  - États-Unis : 4 mai 1934

## Distribution

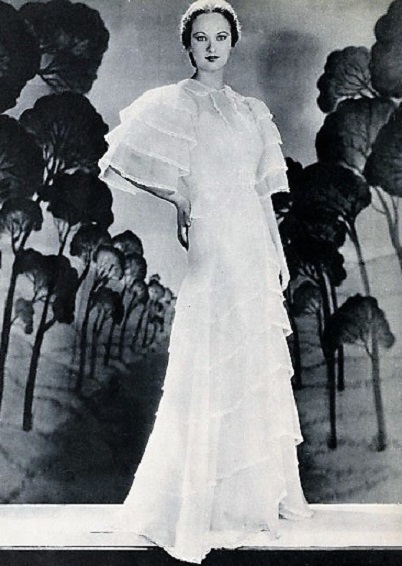
Evelyn Venable en 1934, l'année de sortie du film.

- Evelyn Venable : Anne Darrow
- Mary Morris : Victoria Van Brett
- Anne Revere : Caroline Van Brett
- Kent Taylor : Rip Van Brett
- Guy Standing : Mortimer Neff
- Colin Tapley : Dr. John Lucas
- Virginia Howell : Avery
- Halliwell Hobbes : Mr. Chase
- Frank Dawson : Telson
- Helen Shipman : Louise
- Leonard Carey : William

## Crédit d'auteurs
- (en) Cet article est partiellement ou en totalité issu de l’article de Wikipédia en anglais intitulé « Double Door (film) » (voir la liste des auteurs).